# 장베델 보카사
장베델 보카사(프랑스어: Jean-Bédel Bokassa, 1921년 2월 22일 ~ 1996년 11월 2일)은 중앙아프리카 공화국의 군인 출신 정치인이다. 1966년 쿠데타로 대통령이 되었고, 1976년부터 중앙아프리카 제국의 황제인 보카사 1세로 등극했다가 1979년 쿠데타로 실각했다.

## 생애
프랑스 식민지 시절 프랑스 군대에 입대했다. 제2차 세계대전, 제1차 인도차이나 전쟁에서 활약한 공로로 레지옹 도뇌르 훈장을 받았다. 1960년 독립 후 초대 대통령 다비드 다코 대통령 밑에서 중앙아프리카 공화국 군대 조직에 기여했고, 1963년 최고사령관에 올랐다. 그러나 1965년 12월 31일 쿠데타로 다코 대통령을 축출하고, 1966년 1월 1일 스스로 대통령 자리에 올랐다.
그 후 총리와 여러 부처의 장관을 겸임하며 절대적인 권력을 휘두르다가, 1972년에는 종신 대통령이 됐다. 그 후 1976년 9월, 정부와 의회를 해산하고 새로 채택한 헌법에 의해 국호를 중앙아프리카 제국으로 고치고 그가 전부터 흠모해 왔다는 나폴레옹 1세를 따라 그 해 12월 초대 황제인 보카사 1세가 됐다. 1977년 12월 4일 열린 사치스러운 대관식은 열악한 경제 사정을 더욱 악화시켰다. 반대자들에 대한 탄압은 계속됐으며, 1979년 정부의 강제적인 교복 착용을 거부하는 시위를 벌인 학생들을 100여명가량 학살한 사실이 드러났다. 1979년 9월 프랑스 낙하산 부대가 수도 방기에 잠입, 그의 체제를 전복시키고 1966년 쿠데타 이전의 상태로 복원시켰다. 이에 따라 다시 다비드 다코가 대통령이 됐다. 보카사는 곧 코트디부아르로 탈출하여 프랑스로 망명했다.
그 후 궐석 재판에서 사형을 구형받았다. 1986년 귀국했으며, 곧 체포돼 반역죄, 살인죄, 횡령죄로 사형을 선고받았으나, 20년형으로 감형됐다. 1993년 사면되어 풀려났으며, 1996년 방기에서 사망했다.

## 기타
17명의 부인에게서 최소 50명의 자녀를 둔 것으로 알려져 있는 그는 세계 정치 역사상 극히 보기 드문 독재와 기행(奇行)을 남긴 인물이다. 심지어 인육을 먹었다는 소문까지 있어 현대의 식인귀로도 알려져 있다.